# Thomas Phillips
Thomas Phillips (Dudley, 18 de outubro de 1770 — Londres, 20 de abril de 1845) foi um importante pintor inglês de retratos e temas. Ele pintou muitos dos grandes homens da época, incluindo cientistas, artistas, escritores, poetas e exploradores.

## Vida e trabalho
Phillips nasceu em Dudley e depois viveu em Worcestershire. Tendo aprendido pintura em vidro em Birmingham com Francis Eginton. Encontrou emprego pintando as janelas de vidro da Capela de St George em Windsor. Em 1791 ele se tornou um estudante da Royal Academy.
Depois de 1796, ele se concentrou na pintura de retratos. No entanto, o campo tinha muitos nomes como John Hoppner, William Owen, Thomas Lawrence e Martin Archer Shee competindo por negócios; consequentemente, de 1796 a 1800, suas obras expostas eram principalmente retratos de cavalheiros e senhoras, muitas vezes sem nome no catálogo e sem grande importância, historicamente falando. 
Em 1804 foi eleito associado da Royal Academy, juntamente com seu rival William Owen. Mais ou menos na mesma época, ele se mudou para 8 George Street, Hanover Square, Londres. Ele se tornou acadêmico real em 1808, e apresentou como seu diploma o trabalho "Vênus e Adônis" (exibido no mesmo ano), talvez o melhor de seus temas criativos, além de "Expulsão do Paraíso". Enquanto isso, ele conquistou o favor público e, em 1806, pintou o Príncipe de Gales, a Marquesa de Stafford, o "Marquês da Família de Stafford" e Lorde Thurlow. Em 1807, ele enviou para a Royal Academy o conhecido retrato de William Blake, agora na National Portrait Gallery, Londres.
Suas contribuições para a exposição da Academia de 1809 incluíram um retrato de Sir Joseph Banks, e dois retratos de Lord Byron. Em 1818 ele exibiu um retrato de Sir Francis Chantrey, e, em 1819, um do poeta George Crabbe. Em 1825 foi eleito professor de pintura na Royal Academy, sucedendo Henry Fuseli, e, a fim de se qualificar para suas funções, visitou a Itália e Roma na companhia de William Hilton, e também Sir David Wilkie, com quem se conheceram em Florença. Renunciou ao cargo de professor em 1832 e, em 1833, publicou suas "Palestras sobre a história e os princípios da pintura". 
Phillips também pintou retratos de Walter Scott, Robert Southey, George Anthony Legh Keck (1830), Thomas Campbell (poeta), Joseph Henry Green, Samuel Taylor Coleridge, Henry Hallam, Mary Somerville, Sir Edward Parry, Sir John Franklin, Dixon Denham, o viajante africano e Hugh Clapperton. Além desses, ele pintou dois retratos de Sir David Wilkie, o Duque de York (para a prefeitura de Liverpool), Dean William Buckland, Sir Humphry Davy, Samuel Rogers, Michael Faraday (gravado em mezzotint por Henry Cousins ), John Dalton e um chefe de Napoleão I, pintado em Paris em 1802, não a partir de sessões reais, mas com o consentimento da Imperatriz Josephine, que lhe deu a oportunidade de observar o Primeiro Cônsul durante o jantar. Anos mais tarde, em Paris, ele retrataria seu colega mais jovem Ary Scheffer (c. 1835, Musée de la Vie romantique, Paris).
Um autorretrato, exibido em 1844, foi uma de suas últimas obras.
Phillips escreveu muitos ensaios ocasionais sobre as artes plásticas, especialmente para a "Ciclopédia" de Rees, e também um livro de memórias de William Hogarth para a edição de John Nichols das "Obras" desse artista, 1808-17. Ele era membro da Royal Society e da Society of Antiquaries. Ele também foi, com Chantrey, Turner, Robertson e outros, um dos fundadores da "Instituição Geral dos Artistas Benevolentes".
Phillips morreu em 8 George Street, Hanover Square, Londres, em 20 de abril de 1845, e foi enterrado no cemitério da capela de St. John's Wood . Ele se casou com Elizabeth Fraser de Fairfield, perto de Inverness. Eles tiveram duas filhas e dois filhos, o mais velho dos quais, Joseph Scott Phillips, tornou-se major na artilharia de Bengala e morreu em Wimbledon, Surrey, em 18 de dezembro de 1884, com 72 anos. Seu filho mais novo, Henry Wyndham Phillips (1820- 1868) foi pintor de retratos, secretário da "Instituição Geral dos Artistas Benevolentes" e capitão do corpo de voluntários dos Artistas.
O artista e ilustrador John William Wright (1802–1848) foi seu aluno.